# Adolf Fremd
Adolf Fremd (* 18. Mai 1853 in Vaihingen auf den Fildern; † 19. Februar 1924 in Stuttgart) war ein deutscher Bildhauer. Er schuf zahlreiche figürliche Skulpturen und Denkmäler in Stuttgart.

## Leben
Fremd besuchte die Stuttgarter Kunstschule, wo er ein Schüler von Bernhard Neher und Theodor Wagner war. Ab 1874 studierte er an der Kunstakademie Dresden bei Ernst Hähnel. Zwei Jahre später wurde er Gehilfe im Atelier von Adolf von Donndorf in Stuttgart. 1886 gewann er den zweiten Preis bei einem Wettbewerb um ein Denkmal für Johann Heinrich Dannecker in Stuttgart, als dessen letzten Schüler er sich selbst bezeichnete.

## Schaffen
Wie viele seiner akademisch ausgebildeten Kollegen fertigte Fremd vor Ausführung Modelle, bevorzugt aus Gips. War eine Bronze-Plastik geplant, so diente das Gipsmodell als Gussform. War eine Skulptur vorgesehen, so schlug Fremd diese nicht selbst, sondern betraute damit Steinbildhauer, so Kurt Fanghänel, mit dem er befreundet war, und seit 1904 auch Richard Schönfeld, beide Stuttgart.
Häufig schuf Fremd auch Modelle für Galvanoplastiken, also Hohlfiguren mit kupferner Oberfläche, nach einem damals von der Württembergischen Metallwarenfabrik (WMF) entwickelten Verfahren. Dazu gehören Grabfiguren, aber auch der Nachtwächter auf dem Nachtwächterbrunnen in Stuttgart von 1899/1900 und die 3,44 m hohen Karyatiden an den Eckpavillons des Städtischen Theaters in Rio de Janeiro von 1905/09.

## Werke
- Bad Niedernau
  - 1891:  Reliefschmuck für einen Neorenaissancekamin im Gartenpavillon des Dr. Kilian Steiner, Villa Waldhaus
- Bad Carlsruhe in Schlesien
  - 1878: Büste des Herzogs Wilhelm Eugen von Württemberg im Schloss
- Champigny (Frankreich)
  - um 1910: Kriegerdenkmal für die deutschen Gefallenen des Deutsch-Französischen Kriegs 1870/1871
- Stuttgart
  - 1878: Büste des Herzogs Wilhelm Eugen von Württemberg
  - Standbild von Ludwig Uhland im Rathaus
  - 1894: Physik und Chemie, allegorische Attikastandbilder, Landesgewerbemuseum Stuttgart, um 1965 abgenommen, seitdem an wechselnden Orten gelagert, zurzeit in einem Natursteinwerk in Eppingen[4]
  - 1895: Figurenschmuck am Marquardtbau, im Zweiten Weltkrieg zerstört bis auf zwei Nischenfiguren im 2. Obergeschoss an der Bolzstraße[5]:26
  - 1898–1901: vier allegorische Figuren für die König-Karls-Brücke[6], davon haben zwei, nämlich Handel und Wehrstand, die Sprengung der Brücke 1945 überdauert, stehen heute bei Haltestelle Mineralbäder und auf Cannstatter Seite
  - 1899–1900: Nachtwächterbrunnen bei der Leonhardskirche[7]
  - 1903: Denkmal-Büste von Franz Liszt im Oberen Schlossgarten
  - 1904: Urban-Standbild am Urbansplatz, im Zweiten Weltkrieg eingeschmolzen
  - 1910: Rudolf-Keller-Brunnen am Gablenberger Weg[5]:63
  - 1912: Bildhauerei und Malerei, zwei allegorische Attikastandbilder am Großen Haus der Staatstheater Stuttgart
  - 1922 oder 1926: Wiesennymphe nach der Nymphengruppe von Johann Heinrich Dannecker (heute im Lapidarium Stuttgart)
  - 1926: Fritz-Keller-Brünnele beim Waldfriedhof Stuttgart[5]:63
  - Schiller-Gedenkstein in Vaihingen auf den Fildern mit Relief, Nachguss 1949[5]:43
- Tübingen
  - Standbild des Grafen Eberhard im Barte auf der Neckarbrücke

## Galerie

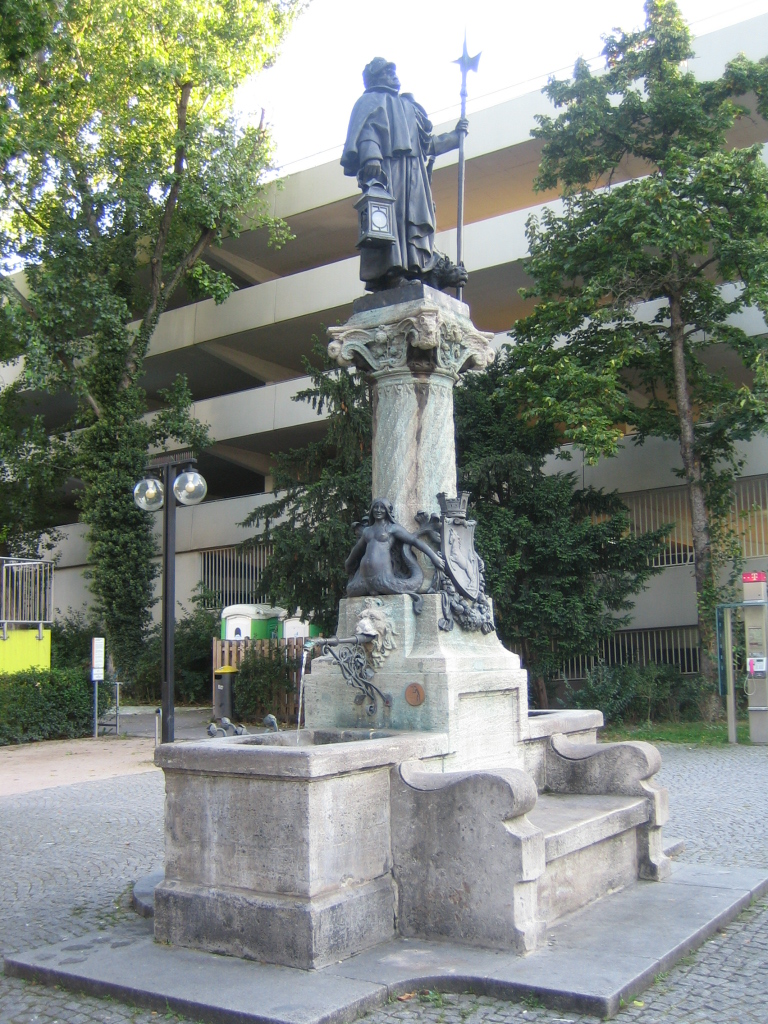
Nachtwächterbrunnen im Bohnenviertel
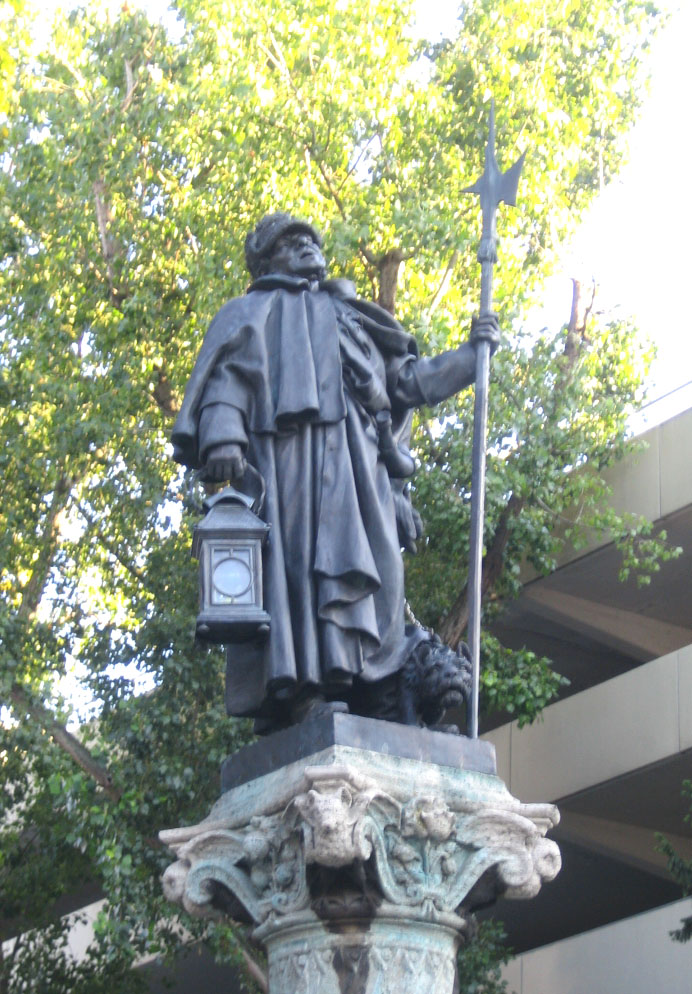
Detail vom Nachtwächterbrunnen
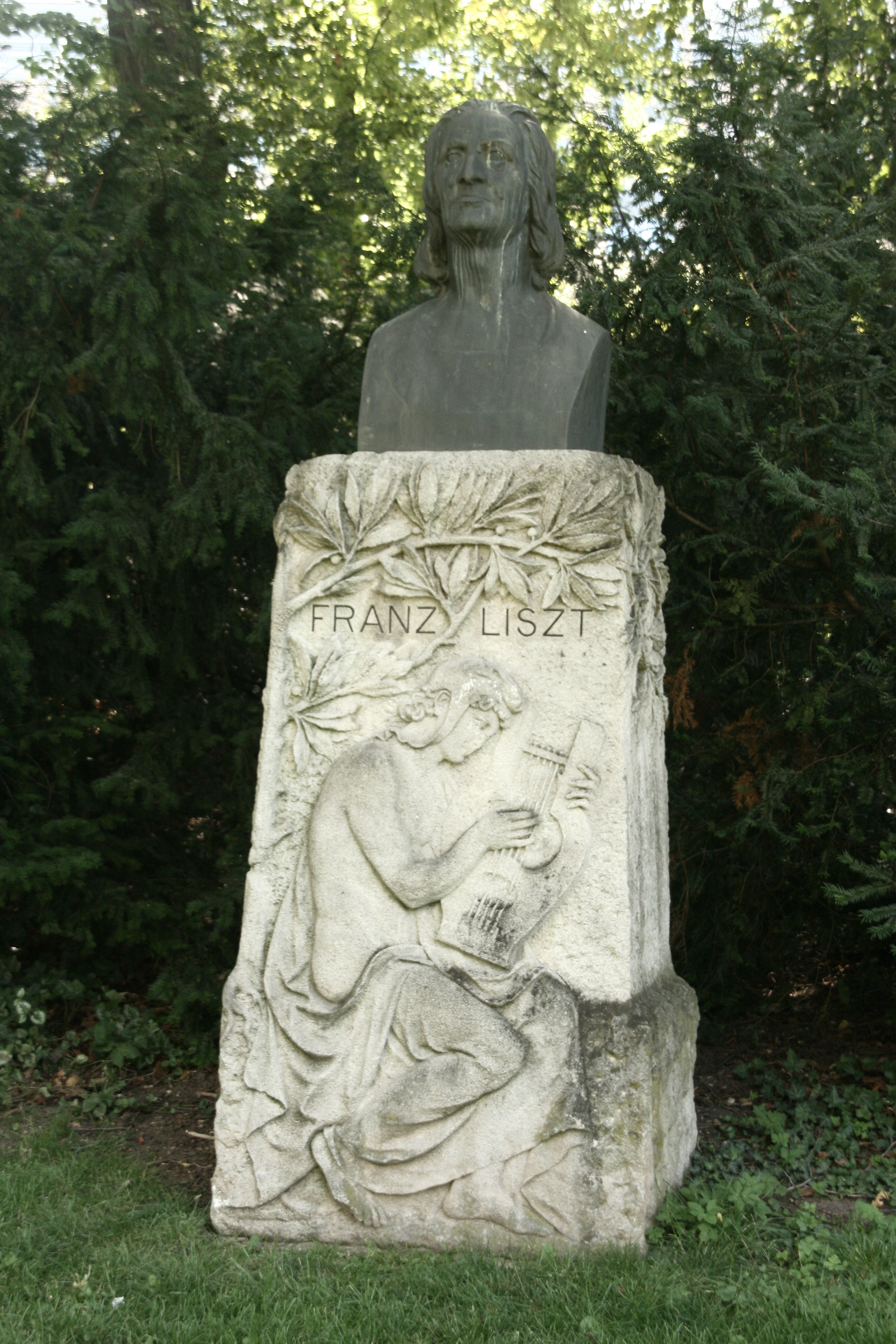
Franz-Liszt-Denkmal
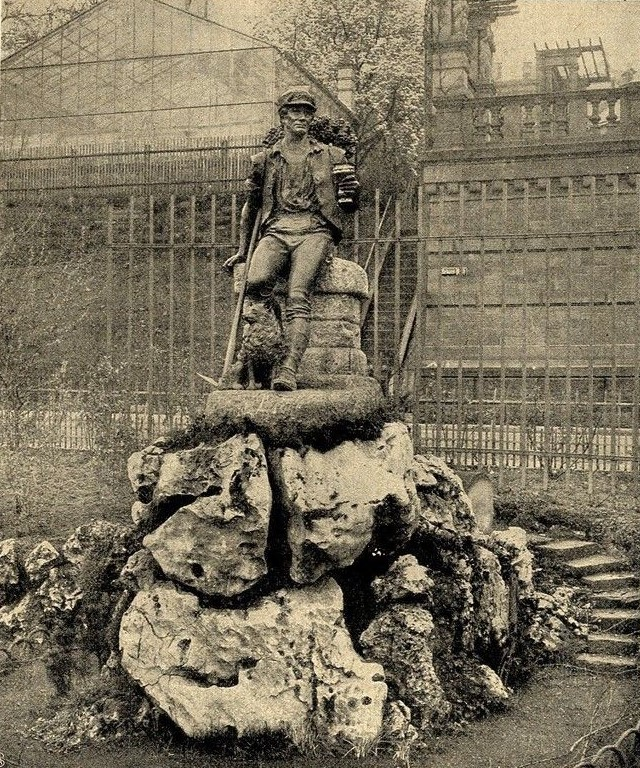
Urbandenkmal, in den 1940ern eingeschmolzen
Schiller-Gedenkstein in Vaihingen
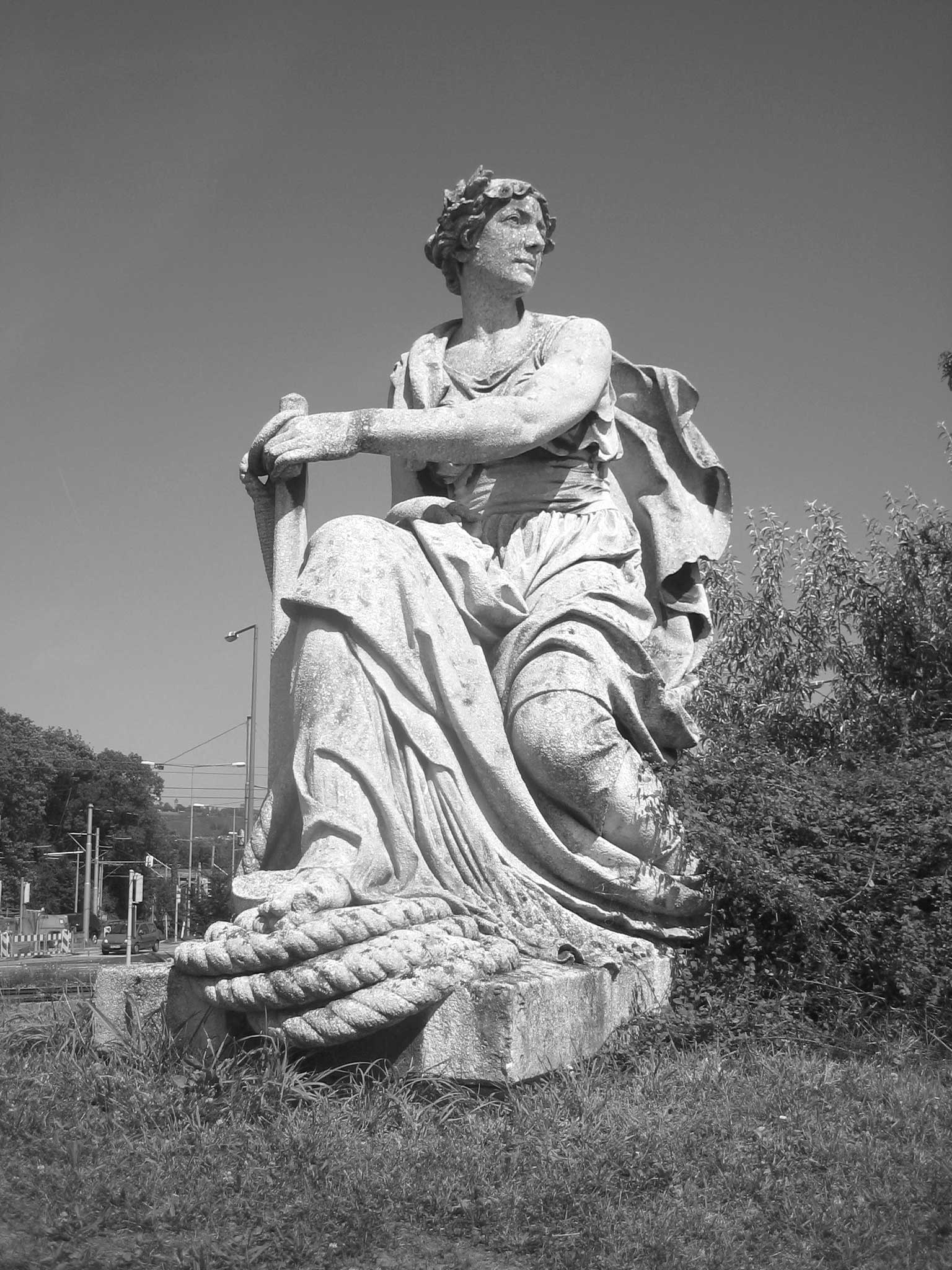
Handel (1898)
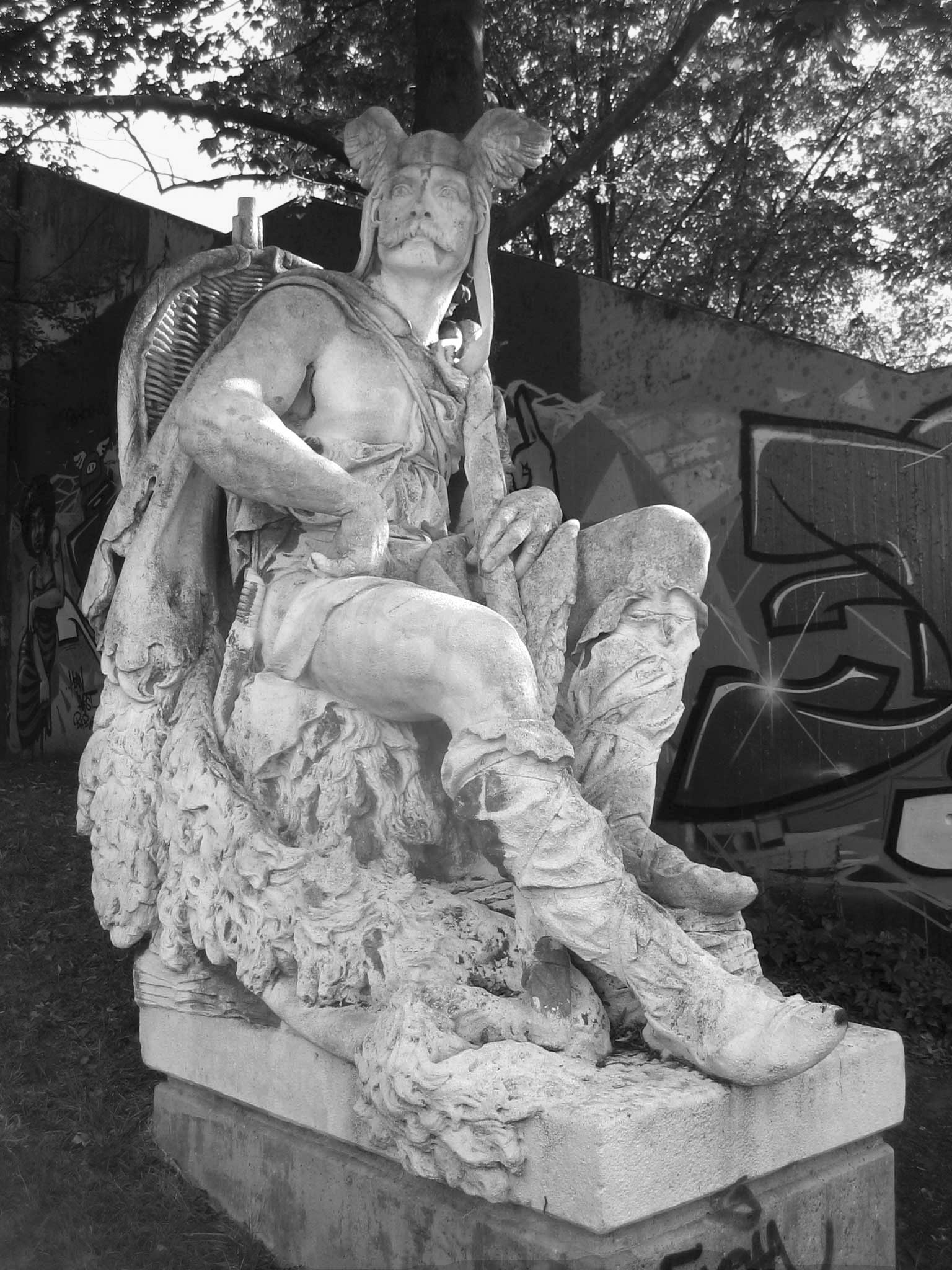
Wehrstand (1901)
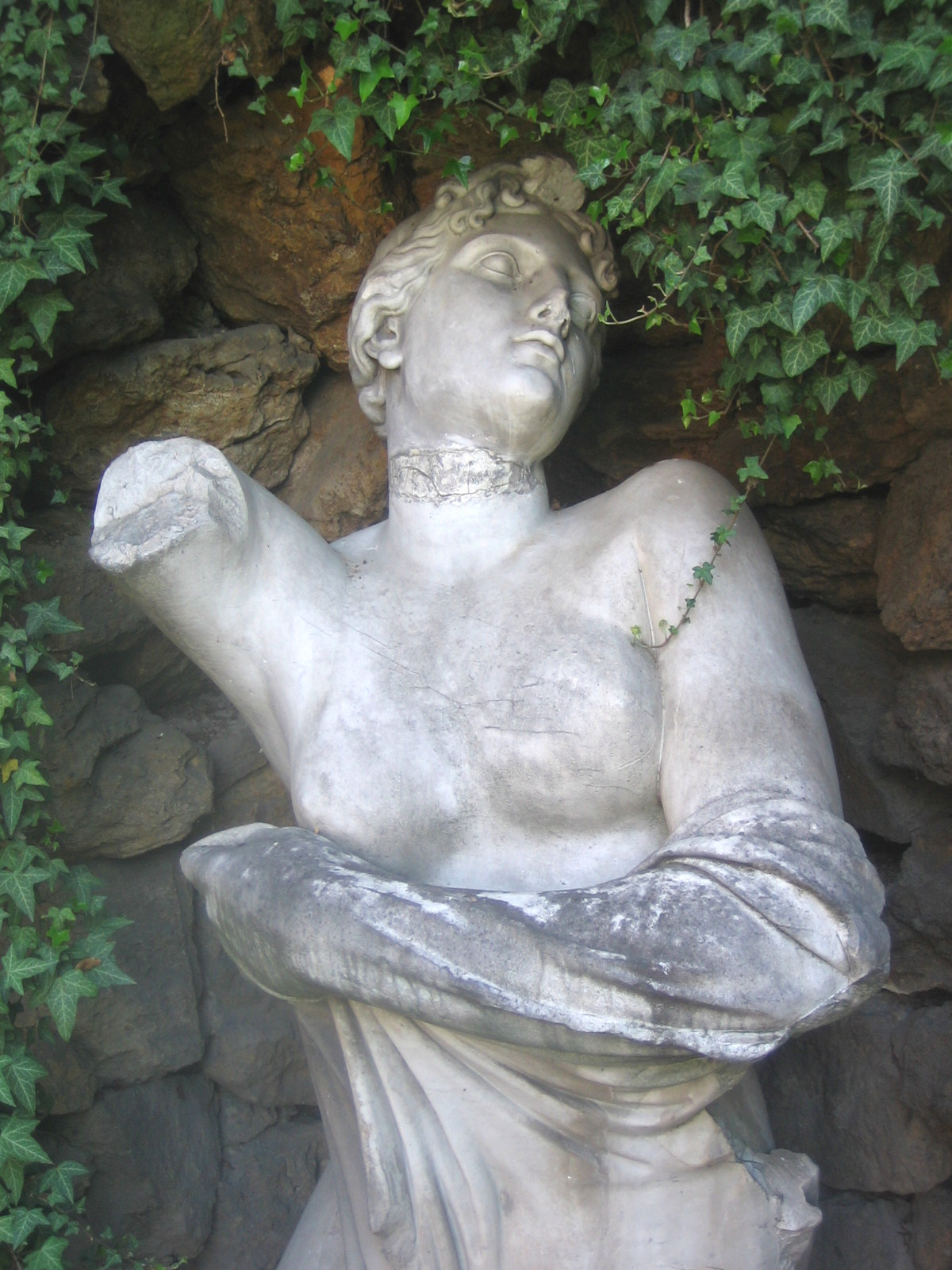
Wiesennymphe
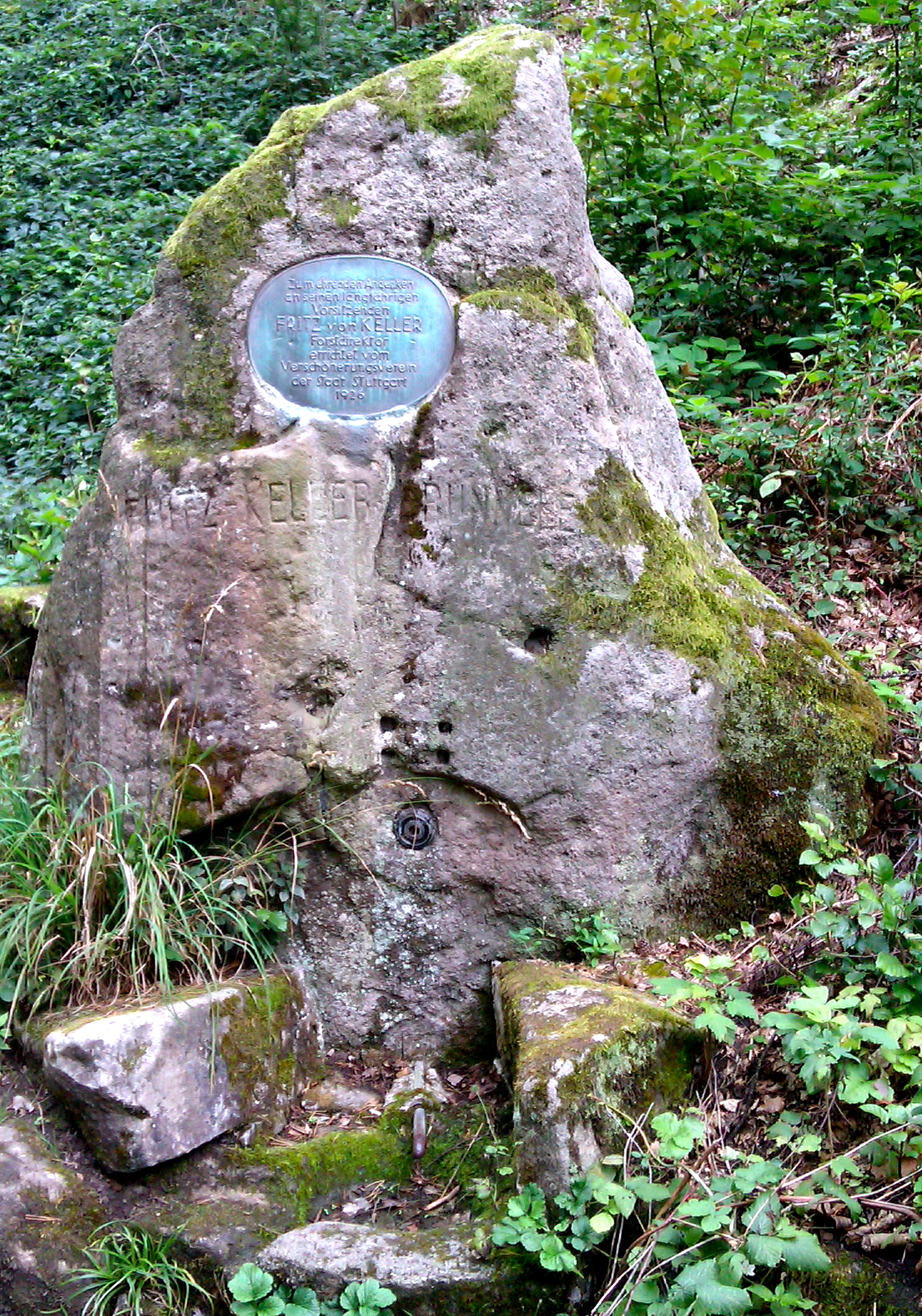
Fritz-Keller-Brünnele
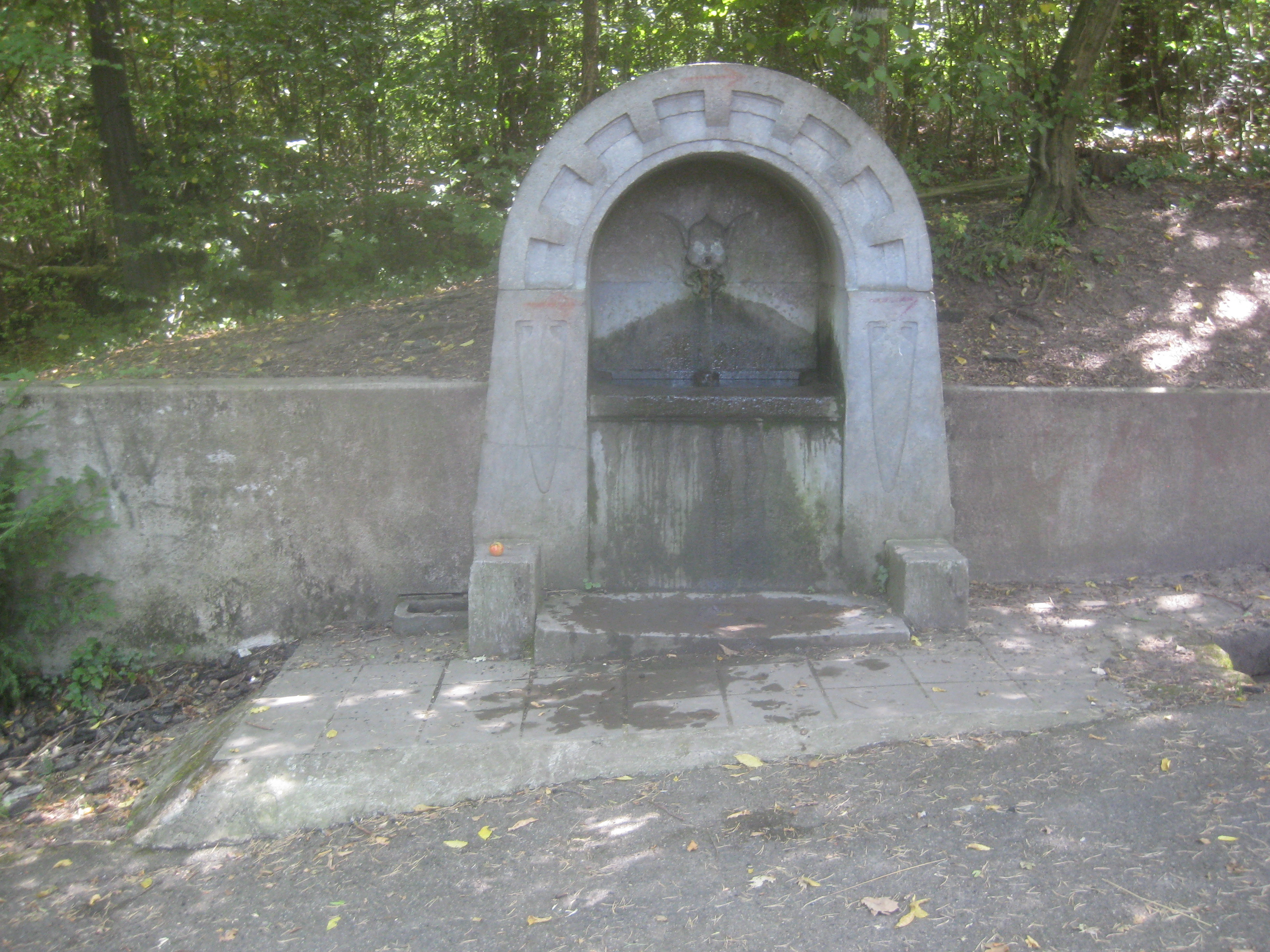
Rudolf-Keller-Brunnen
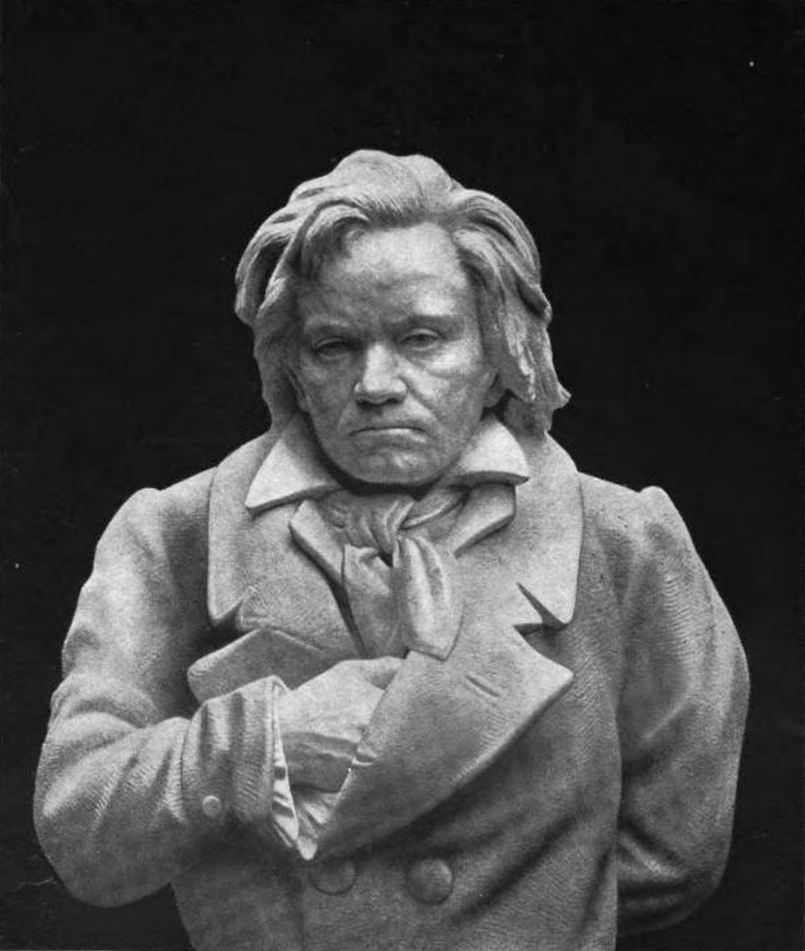
Ludwig van Beethoven